# مهابا (منطقه مسکونی)
مهابا (به لاتین: Mahabe) یک منطقهٔ مسکونی در ماداگاسکار است که در بسالامپی (بخش) واقع شده‌است.
 مهابا  ۱۰٬۰۰۰ نفر جمعیت دارد و ۳۰۴ متر بالاتر از سطح دریا واقع شده‌است.